# 菲茨帕特里克岩
菲茨帕特里克岩（英語：Fitzpatrick Rock）是南極洲的岩石，位於威爾克斯地，處於基爾比島西北面0.8公里，處於紐科姆灣的入口處，屬於風車群島的一部分，在1957年2月被繪入地圖，現時由南極條約體系管理。